# Aktiengesellschaft
Une Aktiengesellschaft (AG) est une forme de société par action en droit des pays germanophones (Allemagne, Suisse et Autriche). C'est l'équivalent des sociétés anonymes.

## L'AG selon le pays

### Allemagne
En Allemagne, cette forme de société est régie par la Aktiengesetz (français : « Loi sur les parts sociales »).

### Suisse
En Suisse, cette forme de société est régie par les articles 620 à 723 du Code des obligations sous le nom de « société par actions simplifiées ».

### Belgique et Luxembourg
Au Luxembourg et dans les Cantons de l'est, le terme aktiengesellschaft est utilisé pour désigner la société anonyme.